# Verbandsgemeinde Wissen
La comunità amministrativa di Wissen (Verbandsgemeinde Wissen) si trova nel circondario di Altenkirchen (Westerwald) nella Renania-Palatinato, in Germania.

## Comuni
Fanno parte della comunità amministrativa i seguenti comuni:
| Comune, città           | Sup. (km²) | Abitanti |
| ----------------------- | ---------- | -------- |
| Birken-Honigsessen      | 18,14      | 2 465    |
| Hövels                  | 7,88       | 517      |
| Katzwinkel (Sieg)       | 15,80      | 1 743    |
| Mittelhof               | 11,13      | 976      |
| Selbach (Sieg)          | 3,66       | 769      |
| Wissen, città           | 34,88      | 8 302    |
| Verbandsgemeinde Wissen | 91,49      | 14 772   |

(Abitanti al 31 dicembre 2021)